# 高橋比奈子
高橋 ひなこ（たかはし ひなこ、1958年1月19日 - ）は、日本の政治家。
衆議院議員（3期）、文部科学副大臣（菅義偉内閣）、環境大臣政務官（第2次安倍内閣・第3次安倍内閣）、岩手県議会議員（2期）、盛岡市議会議員（3期）を務めた。本名は横田 比奈子。

## 概要
岩手県盛岡市生まれ。盛岡市立仁王小学校、盛岡市立下小路中学校、盛岡白百合学園高等学校を経て、日本大学芸術学部放送学科卒業。大学4年の時にテレビ東京の朝番組アシスタントを務める。1981年、テレビ岩手報道制作局アナウンス部入社。1986年、退社しフリーアナウンサーとなり、株式会社プロアナウンサーネットワークパネットに所属。1994年、退社。
1995年、盛岡市議会議員初当選。以後3期務める。2005年7月、岩手県議会の補欠選挙で盛岡選挙区から自由民主党公認で立候補し、初当選。2009年8月4日、2期目の途中で辞職。
同年8月30日の第45回衆議院議員総選挙に、自民党公認で岩手1区から立候補したが、民主党の階猛に大差で敗れ、落選。
2012年12月16日の第46回衆議院議員総選挙に、自民党公認で岩手1区から立候補。再び階に敗れるも、比例東北ブロックで復活し初当選した。2014年9月、第2次安倍内閣で環境大臣政務官に就任。同年12月14日の第47回衆議院議員総選挙に、自民党公認で岩手1区から立候補。比例復活で再選。同年第3次安倍内閣で環境大臣政務官に再任。2015年、自由民主党政務調査会厚生労働副部会長に就任。2017年10月22日の第48回衆議院議員総選挙に、自民党公認で岩手1区から立候補。比例復活で3選。
2020年9月18日、菅義偉内閣で文部科学副大臣（科学技術、文化担当）に就任。
2021年10月31日、第49回衆議院議員総選挙で落選。比例東北ブロックにおいても重複立候補者の中で惜敗率が最低であり、比例復活も成らなかった。
2023年5月1日、高橋は党内対立を避けるためとして自民党岩手県連が行った次期衆院選の候補者となる岩手1区支部長の公募に応募しなかったことを明らかにした。政治活動は続けるとしている。

## 政策
- 2013年11月26日、特定秘密保護法案の採決で賛成票を投じている[15]。
- 選択的夫婦別姓制度の導入にどちらかというと反対[16]。
- アベノミクスを評価する[17]。
- 消費増税の先送りをどちらかと言えば評価する[17]。
- 安全保障関連法の成立を評価する[17]。
- 北朝鮮問題への取り組みを評価する[17]。
- 共謀罪法を評価する[17]。
- 原子力規制委員会の審査に合格した原子力発電所は運転を再開すべきだ[17]。
- 将来も原子力発電は電力源のひとつとして保つべきだ[17]。
- 夫婦と複数の子どもが揃っているのが家族の基本形だ[17]。
- 憲法改正に賛成。改正すべき項目として、環境権を挙げる[17]。
- 自民党たばこ議員連盟に所属しているが、受動喫煙防止を目的に飲食店などの建物内を原則禁煙とする健康増進法改正案に賛成している。
  - 2017年2月15日の厚生労働部会において、受動喫煙対策を強化する法案について「今回の案は世界の潮流」と述べている。また、ヒアリング対象が飲食業界など禁煙化に反対する団体に偏ったことについても「吸わない団体、子どもの団体の代弁者がない。そういう団体からもヒアリングすべきではないか」と苦言を呈した[18]。
- 「消費税0％の検討」を掲げた『国民を守るための「真水100兆円」令和2年度第2次補正予算に向けた提言』に賛同している[19]。
- エセ科学であるEM菌の利活用を目指すNPO法人の運営委員をしており、環境大臣政務官時代にその癒着を指摘された。

## 人物
- 趣味・特技は整理整頓[20]。
- 尊敬する人物は東城百合子[20]。
- 座右の銘は「無信不立」[20]。

## 家族
- 息子 - 高橋康介（自由民主党岩手県議会議員）（1989〜）[21]
- 父 - 横田綾二（元日本共産党岩手県議会議員）(1927〜2016)[4][22]
- 祖父 - 横田忠夫（無産運動家、盛岡市議会議員）(1900〜40)[23]
- 祖母 - 横田チエ（初の女性岩手県議会議員、盛岡市議会議員）(1901〜79)[3][23]
- 曾祖父 - 横田豊蔵（忠夫の父、米内村会議員[24]）
- 大叔父 - 横田義重（忠夫の弟、盛岡市会議員）

## 所属団体・議員連盟
- 自民党たばこ議員連盟[25]
- 神道政治連盟国会議員懇談会[26]
- みんなで靖国神社に参拝する国会議員の会[26]
- 有用微生物利活用推進議員連盟[27]
- 日本の未来を考える勉強会[28]